# Rubus radula
Rubus radula — вид квіткових рослин родини трояндових (Rosaceae).

## Поширення
Поширення: Австрія, Бельгія, Болгарія, Чехія, Словаччина, Данія, Франція, Німеччина, Велика Британія, Угорщина, Ірландія, Італія, Нідерланди, Норвегія, Польща, Португалія, Румунія, Іспанія, Швеція, Швейцарія, Україна, Словенія.
В Україні наводиться для Закарпаття, але потребує підтвердження.